# Tarboro (Észak-Karolina)
Tarboro város az USA Észak-Karolina állam Edgecombe megyéjében, melynek megyeszékhelye is. Lakosainak száma 10 721 fő (2020. április 1.).

## Népesség
A település népességének változása:
| Lakosok száma | 523  | 13 121 | 11 415 | 10 721 |
|               | 1810 | 2000   | 2010   | 2020   |